# Riu Murchison (Austràlia Occidental)
El Murchinson és un riu estacional del vessant índic d'Austràlia, el segon més llarg d'Austràlia Occidental. Té un curs de 820 km des del naixement a l'altiplà Yilgarn, a l'extrem sud de les serralades Robinson, fins a la desembocadura a l'oceà Índic, prop de la ciutat de Kalbarri, que és l'única ciutat situada a la seua riba. El sistema fluvial Murchison–Yalgar–Hope és el més llarg d'Austràlia Occidental. El riu drena una conca de 82.000 km² i té una producció anual mitjana de 208 gigalitres (6,6 m³/s), encara que al 2006, l'any pic registrat des del 1967, el flux en fou de 1.806 gigalitres (57,3 m³/s). Té dos afluents principals: el Sandford i el Roderick.
El nom anglés del riu es deu a l'explorador George Grey, que hi arribà el 1839, i li'l posà en memòria del geòleg Roderick Murchison.

## Conca
La conca del riu Murchison cobreix una àrea d'uns 82.000 km² a la zona del Mig Oest d'Austràlia Occidental. S'estén uns 550 km cap a l'interior des de l'oceà Índic, cap al crató de Yilgarn a l'est de Meekatharra (708 hab. el 2016) i al nord de Dandstone. La pluja sol caure a la conca alta durant els ciclons d'estiu, per això durant gran part de l'any el riu Murchison no flueix, i deixa un llit sec sorrenc i tolls permanents intermitents.
Els trams orientals de la conca tenen grans cadenes de llacs salats, que flueixen sols després de la pluja. Les línies de drenatge d'aquests llacs es fusionen i formen el Murchison a uns 90 km al N-NO de Meekatharra. Des d'ací, el riu discorre cap a l'oest, després cap al sud-oest, i finalment cap a l'oest fins a l'oceà Índic.

## Curs
El riu Murchison naix al vessant sud de les serralades Robinson, a 75 km al nord de Meekatharra, al centre d'Austràlia Occidental. Des d'ací flueix cap a l'oest uns 130 km fins a unir-se al seu afluent més gran, el Yalgar; després cap a l'oest durant altres 100 km abans de girar cap al sud-sud-oest durant 120 km, on s'ajunta al riu Roderick, a uns 30 km a l'est de l'assentament de Murchison. Fluieix 70 km més al sud-sud-oest fins que s'uneix a un altre afluent important, el Sanford. Durant els següents 100 km, té corbes tancades, i arriba a uns 70 km cap a l'oest. Després gira cap al sud-oest, i discorre sota la carretera Nord-oest de la costa al pont Galena. Entra al Parc Nacional Kalbarri, corre primer cap al nord-oest i després cap al nord, a través de la gorja Murchison i travessa unes corbes tancades conegudes com a Z Bend i The Loop, respectivament. Finalment gira cap al sud-oest, i desemboca a l'oceà Índic a Kalbarri, l'única ciutat al riu.

### Congost Murchison

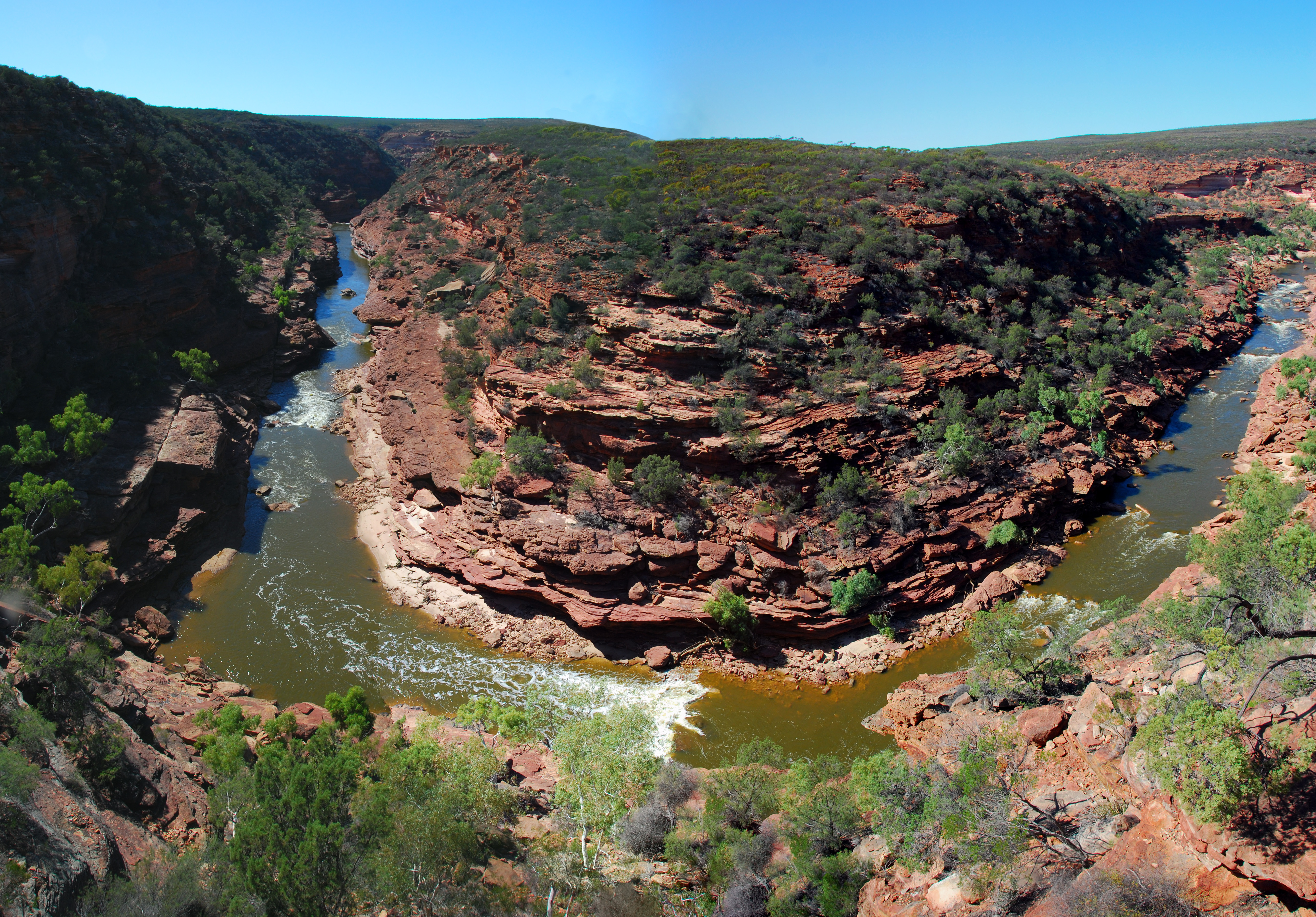
Vista del congost del Murchison des del mirador del Z Bend

El congost Murchison és una gorja profunda en condicions quasi verges. Hi ha diversos miradors. Té interés geològic, ja que exposa una secció del gres de Tumblagooda, una seqüència geològica rica en restes de fòssils ordovicians.

### Estuari

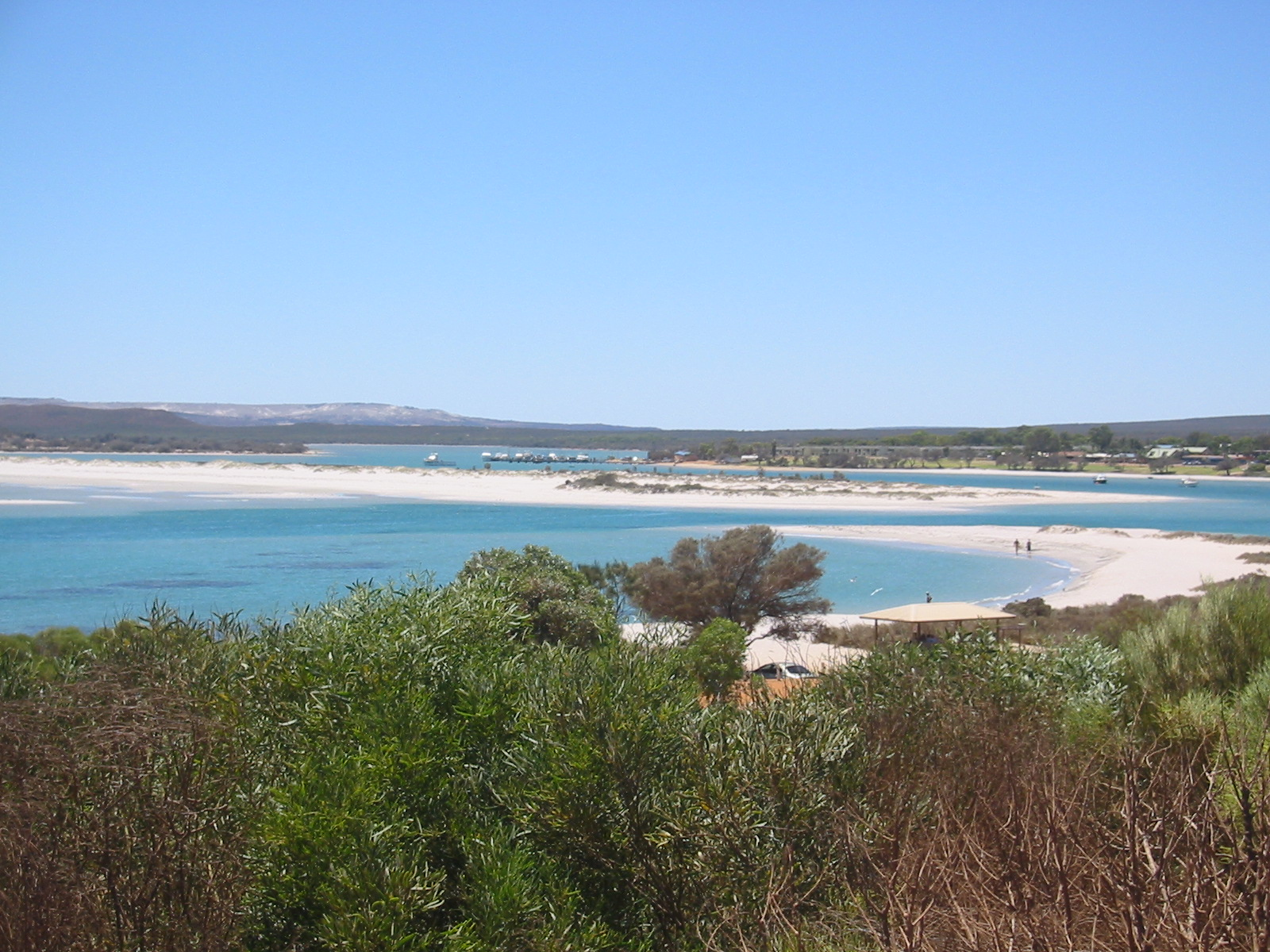
Desembocadura del Murchison

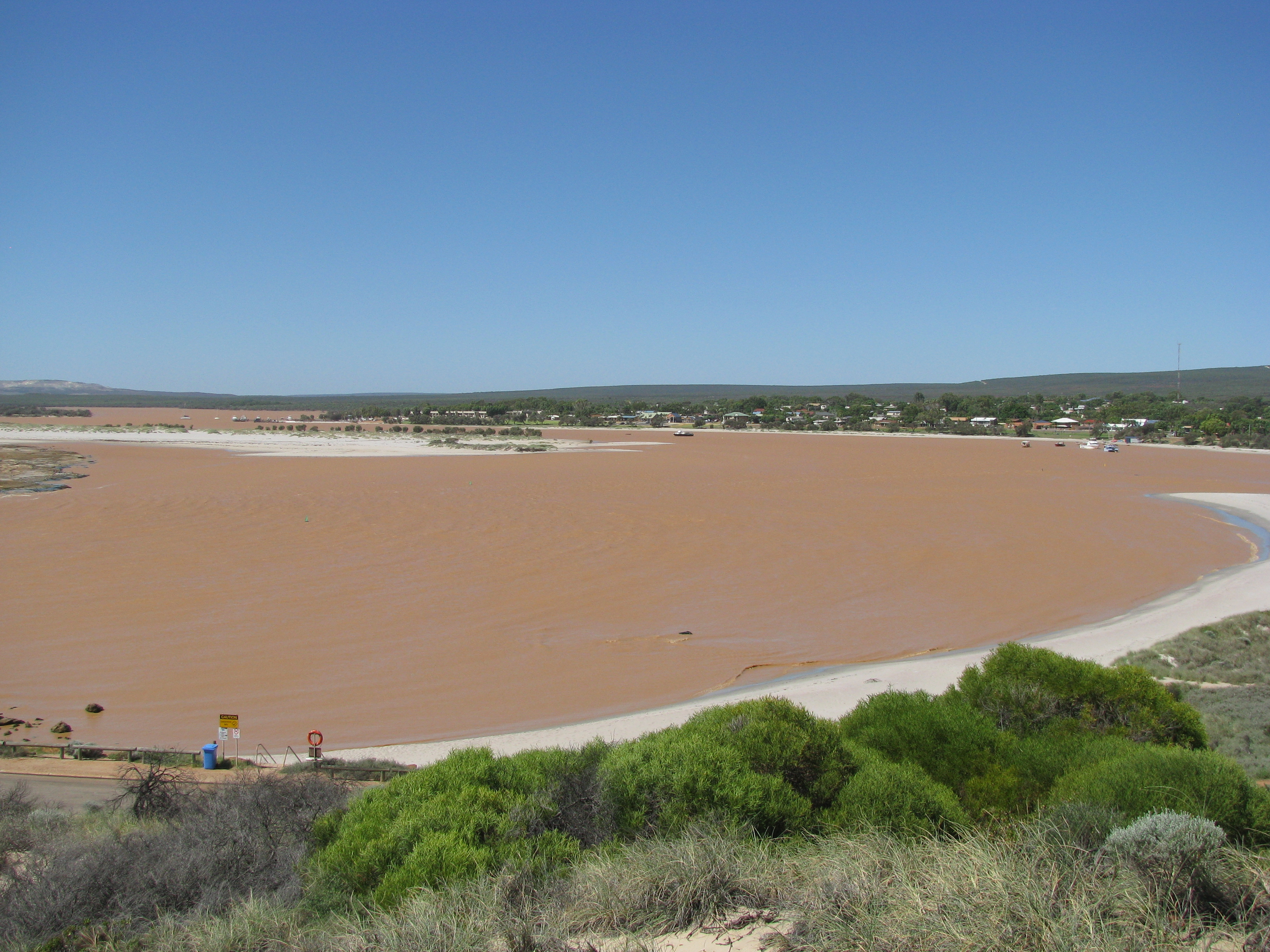
El Murchison a Kalbarri després de fortes pluges

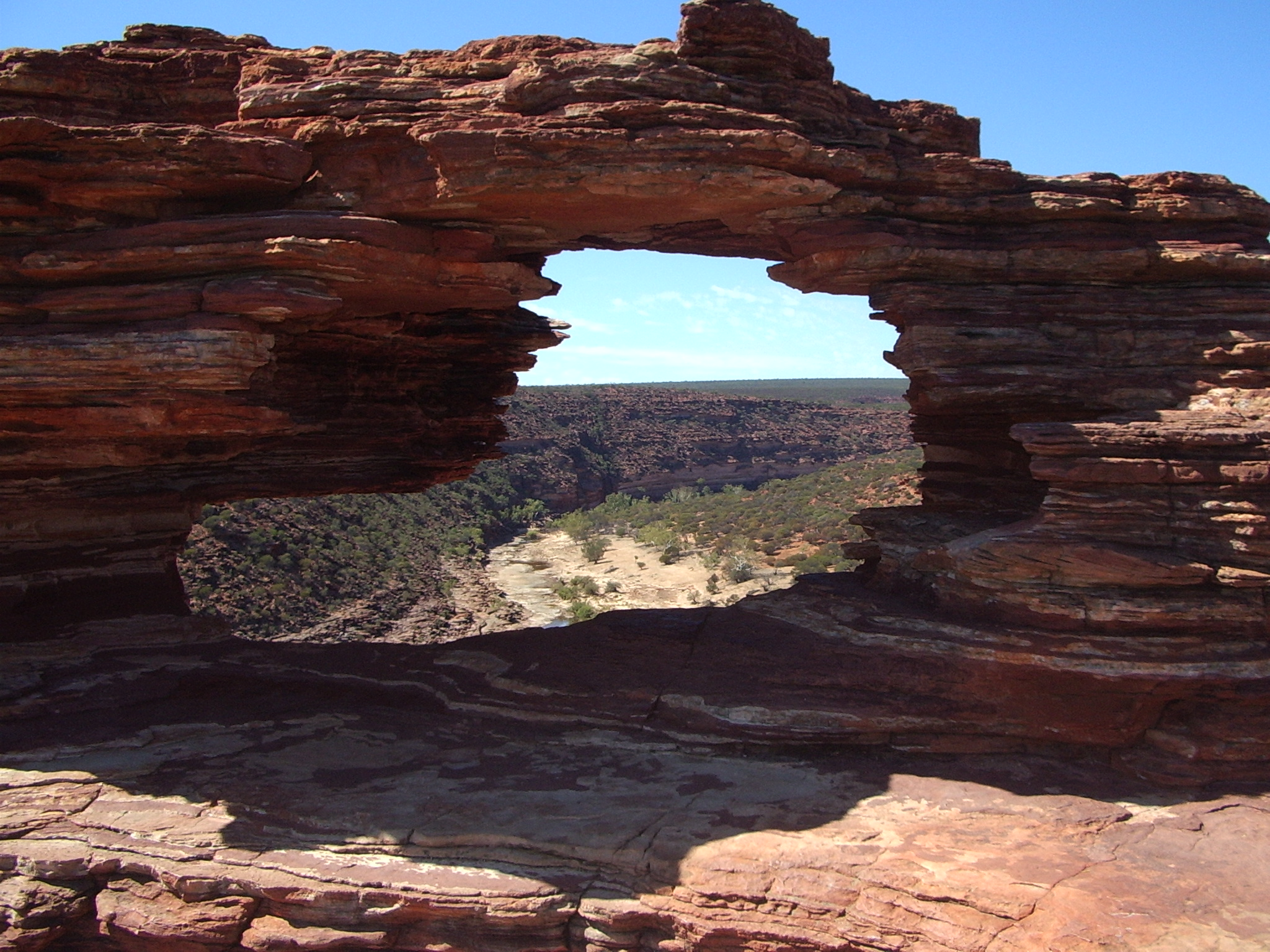
El Murchison des d'una finestra natural

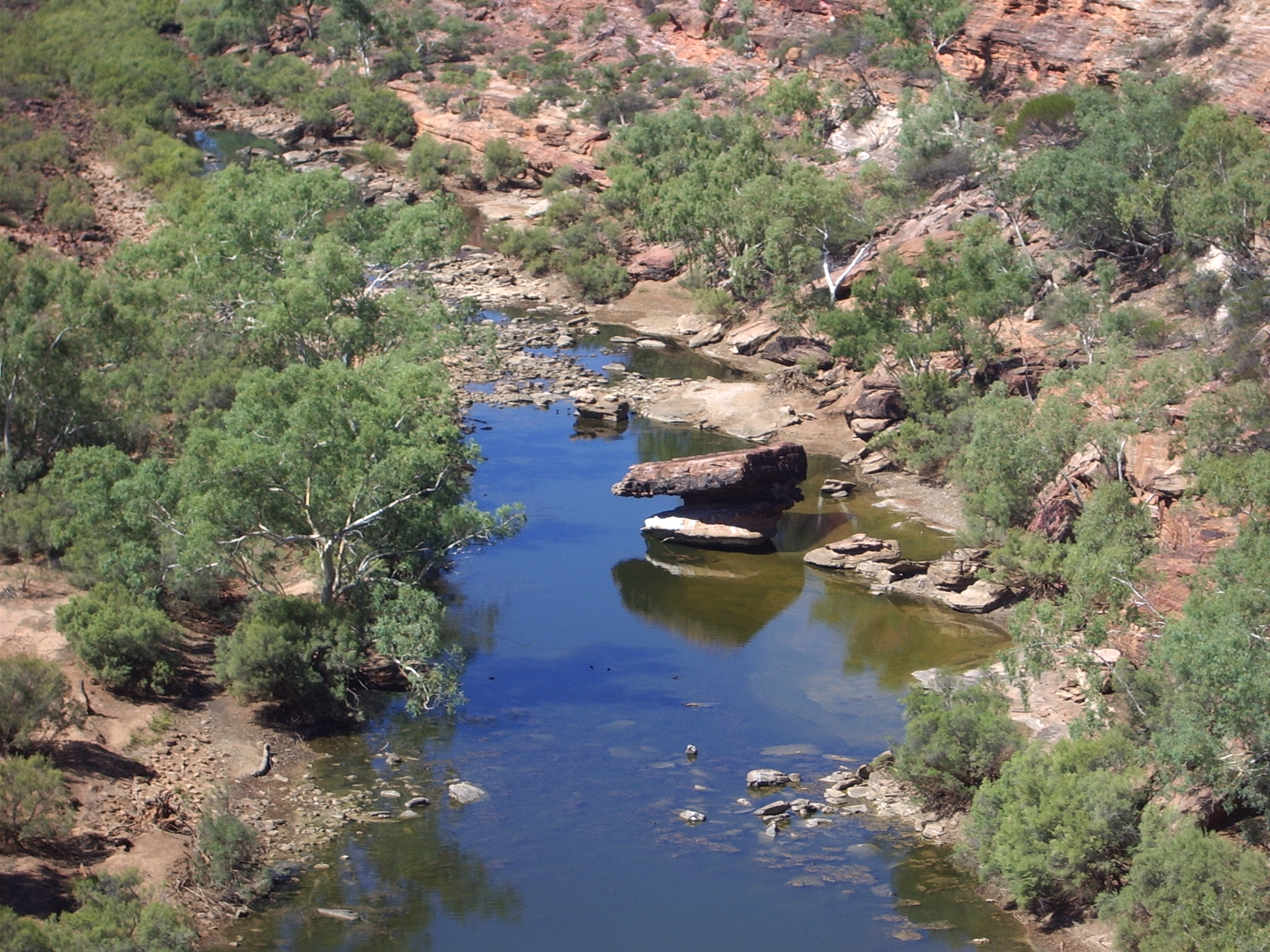
Murchison

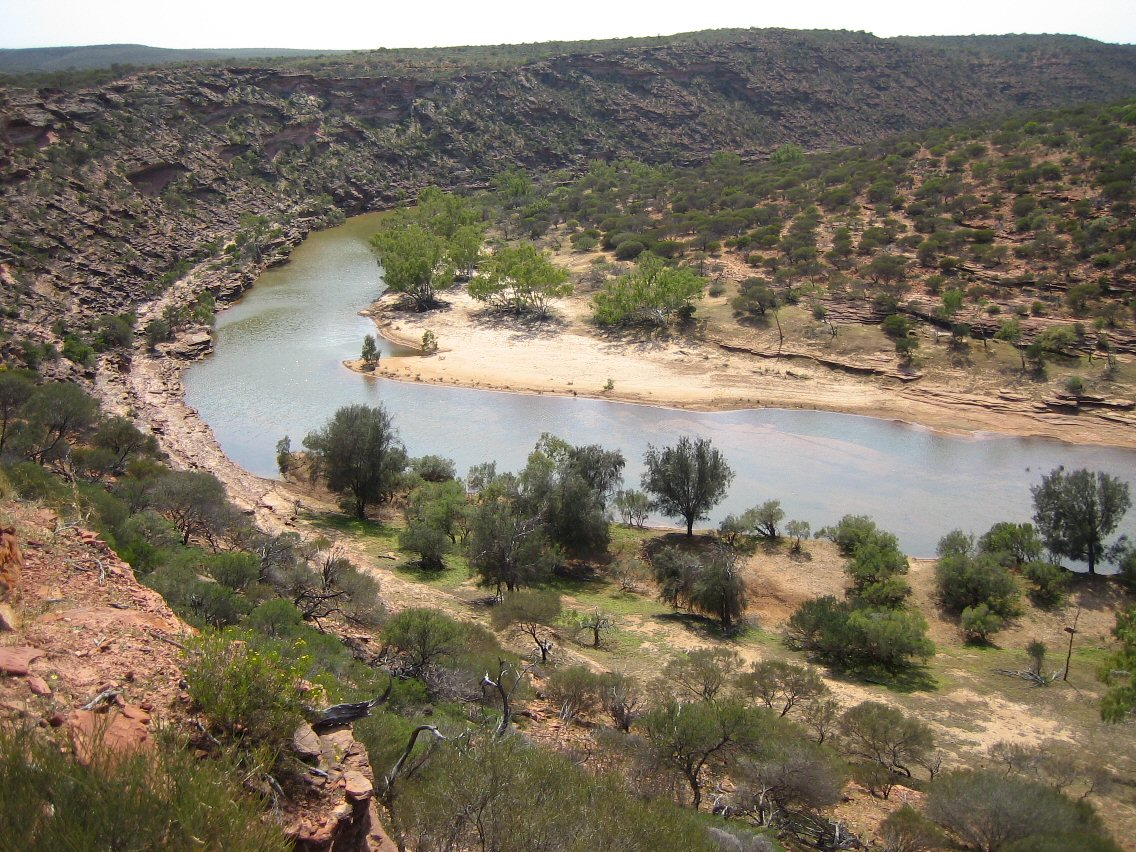
Murchison

Els últims 18 km del riu Murchison són estuaris en una seqüència de llargs bancs d'arena i tolls poc profunds, en la majoria de menys d'un metre de profunditat. L'estuari està sempre obert a la mar, per això es veu afectat per les marees i l'entrada d'aigua salina. Quan el flux del riu és baix, l'estuari acumula sediments de l'oceà, i estreny el canal fluvial; aquest sediment s'evacua a l'oceà durant els períodes d'alt flux, però aquest també porta sediment a l'estuari des de riu amunt. A causa de l'alta càrrega de sediments i a l'agitació contínua pel vent i el flux del riu, l'aigua és tèrbola.
La boca de l'estuari és un petit delta fluvial, tancat per un banc d'arena, tret d'un canal estret. Tot i que aquest canal està sempre obert, és molt estret i poc fondo, per això ara es draga cada any per permetre el pas dels vaixells de pesca de llagosta.

## Història
El riu Murchison rep el nom anglés per l'explorador George Grey, les embarcacions del qual naufragaren a la seua desembocadura l'1 d'abril de 1839, durant la seua segona desastrosa expedició exploratòria; el nom honra al patró de Grey, el geòleg Roderick Murchison. La defensa de Murchison havia estat essencial per al suport oficial per a les expedicions de Grey a Austràlia Occidental.
L'estació Murchison House, una de les estacions més antigues d'Austràlia Occidental, l'establí Charles Von Bibra a la riba del riu cap a l'extrem occidental el 1858.
L'estuari i la desembocadura del riu l'utilitzaren com a destinació de vacances les famílies de les mines de Galena en les dècades de 1920 i 1930, i s'hi construí un campament militar durant la Segona Guerra Mundial.
El 1951, la ciutat de Kalbarri fou fundada a la desembocadura del Murchison i a la fi de la dècada del 1990 la població n'era d'unes 2.000 persones. El 1963, es creà el Parc Nacional Kalbarri, amb una àrea protegida de 1.830,04 km², salvaguardant els trams més baixos del riu, inclòs el congost.

## Inundacions
Hi hagué inundacions al 1866, i això feu que la mina Geraldine es negàs; al 1882 encara n'hi hagué 13 inundacions més.